# Floresta Nacional de Três Barras
A Floresta Nacional de Três Barras é uma Unidade de Conservação Federal de uso sustentável, administrada pelo Instituto Chico Mendes de Conservação da Biodiversidade - ICMBio, localizada no município de Três Barras, Planalto Norte  do estado de Santa Catarina, Brasil.

## Histórico
O Instituto Nacional do Pinho (INP) criou em 1944 a Estação Florestal do Rio dos Pardos, depois Parque Florestal Joaquim Fiuza Ramos em Três Barras, visando a implantação de reflorestamentos, principalmente de Araucaria angustifolia (634 hectares entre 1945 e 1957). Com a extinção do INP em 1967, a área passou ao Instituto Brasileiro de Desenvolvimento Florestal (IBDF), quando já haviam sido iniciados o cultivo e o fomento de pinus elliottii (1327 hectares entre 1957 e 1981). Em 1968 a área passou a ser denominada Floresta Nacional de Três Barras através da Portaria 560 do IBDF.
Com a extinção do IBDF, em 1989, passou a ser administrada pelo Instituto Brasileiro do Meio Ambiente e dos Recursos Naturais Renováveis - IBAMA. Sua administração está atualmente a cargo do Instituto Chico Mendes de Conservação da Biodiversidade (ICMBio) órgão federal criado em 2007.

## Caracterizacão da área
A Floresta Nacional (FLONA) de Três Barras ocupa uma área de 4 385,33 ha. Trata-se de uma unidade de conservação federal de uso sustentável, na categoria Floresta Nacional. Tem como missão a demonstração do uso múltiplo e sustentável dos recursos naturais e a pesquisa científica, com ênfase em métodos para exploração sustentável da flora nativa.

### Flora e Fauna
Flora
Além dos reflorestamentos de araucária e pinus, a FLONA possui mais de uma centena de espécies vegetais e significativas áreas de Floresta Ombrófila Mista, campos de várzeas e matas ciliares de branquilho, ricas em biodiversidade. A floresta serve à pesquisa de fauna e flora, com foco na conservação através do uso múltiplo e sustentável dos recursos florestais nativos, como o pinhão, a araucária, a erva-mate, o caraguatá, entre outras.
Fauna
Os levantamentos e pesquisas realizados até o momento apontam a Floresta Nacional de Três Barras como importante santuário de fauna no Planalto Norte.
A presença de razoável diversidade de mamíferos de pequeno, médio e grande porte, aves, répteis, anfíbios, insetos e suas interações ecológicas, caracterizando uma cadeia alimentar complexa e a ocorrência de animais ameaçados de extinção, aumentam ainda mais a importância da Floresta Nacional de Três Barras para a conservação da biodiversidade no contexto regional.
Segundo as pesquisas e observações realizadas em campo nas últimas duas décadas foram observadas na FLONA 53 espécies de mamíferos, 181 espécies de aves, 20 espécies de répteis e 14 espécies de anfíbios. Sete espécies da fauna estão ameaçadas de extinção: (macuquinho da várzea, morcego vermelho, lobo guará, jaguatirica, gato do mato, gato maracajá e onça parda).
De acordo com estes estudos, a FLONA em conjunto com a área lindeira do Campo de Instrução Marechal Hermes/CIMH – Exército Brasileiro, totalizam aproximadamente 14.000 hectares e possuem condições para a proteção das espécies da fauna e da flora, inclusive as ameaçadas de extinção, principalmente se forem tomadas medidas para melhorar a conectividade entre os remanescentes da Floresta com Araucária, Campos de Várzea e Matas Ciliares de Branquilho, através do manejo dos plantios exóticos e nativos, da recuperação de áreas degradadas e da conservação ambiental.
Pesquisas
As Florestas Nacionais, juntamente com as Estações Ecológicas e as Reservas de Fauna, são as únicas UCs que – de acordo com o SNUC (Lei 9.985/2000) – tem a pesquisa claramente mencionada em seus objetivos básicos, que no seu artigo 17 define a Floresta Nacional “como uma área com cobertura florestal de espécies predominantemente nativas e tem como objetivo básico o uso múltiplo sustentável dos recursos florestais e a pesquisa científica, com ênfase em métodos para exploração sustentável de florestas nativas”.
Com base em registros de pesquisas da Floresta Nacional de Três Barras, nas últimas duas décadas (período de 1996 a 2016), foram constatadas a realização de cerca de 180 pesquisas, relacionadas à fauna, à flora e outros temas.
Essas pesquisas foram desenvolvidas por 34 instituições diferentes. Se destacando o Núcleo de Pesquisas em Florestas Tropicais da UFSC (NPFT – UFSC), a Universidade do Contestado (UnC), a própria Flona de Três Barras, a FAFI-UNESPAR de União da Vitória e a EMBRAPA FLORESTAS.
Visitação
A Floresta Nacional de Três Barras recebe uma média de 4.000 visitantes/ano, que utilizam a Unidade de Conservação para a pesquisa, a educação ambiental, o lazer, turismo de observação da natureza e patrimônio histórico. São estudantes das redes pública e privada, ensino fundamental e médio, Universidades e Instituições de Pesquisa e Extensão, pesquisadores e público em geral.
Também são realizados eventos especiais de pesquisa, educação ambiental e cidadania como o Seminário de Pesquisas, o Domingo na Floresta e a Caminhada na Floresta, que atraem grande público à Unidade.
Os agendamentos para visitação podem ser efetuados nos telefones: (47) 3624 2962 e 3624 0423 ou no e-mail: flonatresbarras.sc@icmbio.gov.br
Para saber mais acesse Floresta Nacional de Três Barras no Facebook.